# Cosmophorus regius
Cosmophorus regius är en stekelart som beskrevs av Niezabitowski 1910. Cosmophorus regius ingår i släktet Cosmophorus och familjen bracksteklar. Arten är reproducerande i Sverige. Inga underarter finns listade i Catalogue of Life.